# 藤原崇太郎
藤原 崇太郎（ふじわら そうたろう、1998年4月27日 - ）は、日本の柔道家。兵庫県西脇市出身。階級は81kg級。身長175cm。血液型はO型。組み手は左組み。得意技は裏投げ。

## 経歴
柔道は6歳の時にアテネオリンピックの60kg級で3連覇を達成した野村忠宏などの活躍に影響されて、姉と一緒に西脇柔道スポーツ少年団で始めた。道場では通常の練習が終わった後も柔道経験のない高校教師の父親と一緒に居残り練習を行うなど厳しく指導されてつらかったという。小学校6年の時に全国小学生学年別柔道大会50kg超級に出場したが3回戦で敗れた。
小野中学に入るとまっすぐ立って組む柔道を指導されたこともあって、受けが強く返し技に機敏な柔道スタイルが形作られていった。2年の時には全国中学校柔道大会の81kg級で優勝すると、団体戦でも決勝で国士舘中学を破って優勝を飾った。マルちゃん杯では決勝で国士舘中学に敗れて2位にとどまった。3年の時には全国中学校柔道大会81kg級決勝で大野北中学3年の飯田健太郎を背負投の有効で破って2連覇を達成した。マルちゃん杯では3位だった。
中学の先輩の影響で高校は上京して日体大荏原高校へ進んだ。それまではセオリーとは逆に釣り手から組んで、相手が技を仕掛けてきたらそこから足を取った掬投で切り返すスタイルを得意にしていたが、ルール改正でそれができなくなったこともあって、組み手の改善に本格的に取り組むことになった。それが功を奏して高校でも順調に伸びていった。1年の時には全日本カデで優勝した。アジアカデでは決勝でウズベキスタンのムハンマドカリム・フラモフに技ありで敗れて2位にとどまった。全国高校選手権では個人戦で優勝するが、団体戦では準決勝で大成高校に敗れて3位に終わった。2年の時には全日本カデで2連覇を達成した。金鷲旗では準決勝で国士舘高校に敗れて3位にとどまった。インターハイでは個人戦で優勝するものの、団体戦では決勝で国士舘高校に敗れて2位にとどまった。全日本ジュニアでは優勝を飾った。国体少年男子の部では決勝の千葉県チームとの対戦で敗れたが、チームは優勝を飾った。世界ジュニアでは決勝まで進むが、オランダのフランク・デ・ウィットに有効で敗れて2位にとどまった。団体戦では決勝のグルジア戦で2-0となった場面で登場すると、技ありで勝利してチームの優勝を決定付けた。全国高校選手権では個人戦で2連覇を成し遂げた。団体戦では決勝で国士舘高校と対戦すると、大将戦で100kg級の選手である飯田を釣腰の有効で破ってチームを初優勝に導き、団体と個人で2冠を達成した。3年の時にはロシアジュニア国際で優勝を飾った。7月の金鷲旗では決勝で国士舘高校3年の飯田と大将同士の戦いになるも、内股で敗れて2位に終わった。その僅か一週間後に開催されたインターハイの団体戦では決勝で国士舘高校と対戦すると、100kg超級の磯村亮太に内股で一本勝ちするも、大将戦でモンゴルからの留学生であるハンガル・オドウバートルが飯田に大外刈で敗れたためにチームは2位にとどまった。翌日の個人戦でも準決勝で天理高校3年の笠原大雅に有効を2つ取られて3位に終わり、今大会2連覇はならなかった。9月の全日本ジュニアでは準決勝で筑波大学2年の佐々木健志に上四方固で敗れて今大会2連覇はならなかった。10月の国体少年男子の部では2連覇を果たした。2017年2月のヨーロッパオープン・ローマでは3位となった。
2017年4月からは日体大へ進んだ。選抜体重別では初戦で了徳寺学園職員の渡邉勇人に腕挫十字固で敗れた。5月のアジア選手権では決勝でイランのサイード・モラエイを浮落の技ありで破って優勝した。8月のユニバーシアードでは初戦でロシアのアスラン・ラピナゴフに一本負けを喫した。団体戦では決勝のロシア戦で再びラピナゴフに反則負けを喫するも、他の選手の活躍によりチームは優勝を飾った。11月の講道館杯では7位にとどまったものの、12月にはグランドスラム・東京に出場する機会を得たが、3回戦で敗れた。2018年2月のグランドスラム・パリでは準々決勝でブラジルのビクトル・ペナルベル、準決勝でカナダのアントワーヌ・ヴァロア＝フォルティエを破るなどして決勝まで進むと、韓国のイ・スンスを内股で破ってIJFワールド柔道ツアー初優勝を飾った。3月のグランドスラム・エカテリンブルグでは決勝で佐々木を小内返で破って、先月のグランドスラム・パリに続いてグランドスラム大会で2連勝を果たした。
2年の時には4月の体重別決勝で佐々木に技ありで敗れて2位にとどまったが、世界選手権代表には選出された。7月のグランプリ・ザグレブでは準々決勝でイタリアのアントニオ・エスポジトにGSに入ってから反則負けを喫するが、敗者復活戦を勝ち上がって3位になった。世界選手権では準決勝でドイツのドミニク・レッセルをGSに入ってから支釣込足で破った。決勝では世界ランキング1位であるモラエイに技ありを先取されるもその後に技ありを取り返すが、GSに入った直後に再び技ありを取られて合技で敗れて2位にとどまった。試合後には、「（元世界チャンピオンの）永瀬選手にはまだまだ追い付いていない。世界一の稽古をして、来年は絶対に世界一になる」とコメントした。10月の体重別団体では準々決勝の明治大学戦で左肘を脱臼して戦列を離れることになったが、チームは66kg級世界チャンピオンの阿部一二三などの活躍により初優勝を果たした。2019年2月のグランドスラム・デュッセルドルフでは決勝でラピナゴフにGSに入ってから反則勝ちして優勝を飾った。
3年の時には4月の体重別準決勝で旭化成の永瀬貴規に小外刈の技ありで敗れて3位にとどまったが、世界選手権代表には選出された。5月のグランプリ・フフホトでは準決勝でレッセルを合技で破るも、決勝でモラエイに背負投で敗れて2位にとどまった。8月に東京で開催された世界選手権では初戦でウズベキスタンのシャロフィディン・ボルタボエフと対戦すると、指導2でリードしながら終了間際に大内刈で技ありを取られて敗れた。11月のグランドスラム・大阪では準々決勝でIJF名義での出場となったモラエイを支釣込足で破るなどして決勝まで進むも、永瀬に反則負けして2位に終わった。12月のワールドマスターズでは初戦でロシアのアラン・フベツォフに技ありで敗れた。2020年2月のグランドスラム・パリでは準決勝でボルタボエフに反則負けするも、3位決定戦でウズベキスタンのカモリディン・ラスロフを技ありで破って3位になった。なお、東京オリンピック代表にはこれまでの成績が永瀬に及ばないと判断されて、選出されなかった。
4年の時の11月には、2021年に延期された東京オリンピックの補欠に選ばれた。12月には全日本選手権に推薦枠で出場すると、初戦を有効で勝利して、2回戦は了徳寺大学職員のウルフ・アロンが欠場して不戦勝となったが、3回戦で旭化成の石内裕貴に有効で敗れた。
2021年4月からは旭化成の所属となった。体重別では決勝で佐々木に腕挫十字固で敗れて2位に終わった。しかしながら、実績で佐々木を抑えて世界選手権代表に選出された。6月の世界選手権では準々決勝でベルギーのマティアス・カスに反則負けを喫すると、敗者復活戦でモラエイを技ありで破るも、その後の3位決定戦でデ・ウィットに反則負けして5位に終わった。10月のグランドスラム・パリでは準決勝でジョージアのタト・グリガラシビリに技ありで敗れるも、3位決定戦でカスを技ありで破って3位になった。
2022年2月のグランドスラム・パリでは準決勝でボルタボエフを技ありで破ると、決勝ではグリガラシビリと対戦すると技ありを先取するも取り返されるが、その直後に小外掛で一本勝ちして今大会4年ぶりの優勝を飾った。4月の体重別では準決勝で佐々木を技ありで破るも、決勝では東京オリンピック金メダリストとなった永瀬に大外刈で敗れて2位にとどまった。しかし、実績で永瀬とともに世界選手権代表には選出された。7月のグランドスラム・ブダペストでは2回戦で元世界チャンピオンであるフランスのロイク・ピエトリに反則勝ちするも、ケガのため3回戦には出場せず不戦敗となった。10月の世界選手権では3回戦でボルタボエフを技ありで破るなどして勝ち進むも、準決勝でカスに逆転の一本負けを喫すると、3位決定戦でも永瀬に反則負けして5位に終わった。12月のグランドスラム・東京では準決勝でパーク24の小原拳哉に反則負けを喫して3位にとどまった。続くワールドマスターズでは準々決勝でモラエイに合技で敗れるなどして7位に終わった。
2023年4月の体重別はケガのため出場を回避した。
約1年半ぶりの国際大会となった2024年5月のグランドスラム・アスタナでは、準決勝でボルタボエフに技ありで敗れて3位だった。11月の講道館杯では決勝まで進むと、パーク24の北條嘉人を体落で破って今大会初優勝を飾った。12月のグランドスラム・東京では準決勝で会社の後輩である老野祐平を技ありで破ると、決勝ではIJF名義で出場した世界2位であるロシアのティムル・アルブゾフを支釣込足で破って優勝を飾った。
2025年2月のグランドスラム・タシケントでは準決勝でアルブゾフに背負投で敗れると、3位決定戦でもカザフスタンのアビライハン・ジュバナザルに技ありで敗れて5位だった。4月の体重別では初戦で敗れた。
IJF世界ランキングは3285ポイント獲得で10位（25/4/7現在）。

## 戦績
- 2012年 - 全国中学校柔道大会 個人戦 優勝 団体戦 優勝
- 2012年 - マルちゃん杯 2位
- 2013年 - 全国中学校柔道大会 優勝
- 2013年 - マルちゃん杯 3位
- 2014年 - 全日本カデ 優勝
- 2014年 - アジアカデ 2位
- 2015年 - 全国高校選手権 個人戦 優勝 団体戦 3位
- 2015年 - 全日本カデ 優勝
- 2015年 - 金鷲旗 3位
- 2015年 - インターハイ 個人戦 優勝 団体戦 2位
- 2015年 - 全日本ジュニア 優勝
- 2015年 - 国体 少年男子の部 優勝
- 2015年 - 世界ジュニア 個人戦 2位 団体戦 優勝
- 2016年 - 全国高校選手権 個人戦 優勝 団体戦 優勝
- 2016年 - ロシアジュニア国際 優勝
- 2016年 - 金鷲旗 2位
- 2016年 - インターハイ 個人戦 3位 団体戦 2位
- 2016年 - 全日本ジュニア 3位
- 2016年 - 国体 少年男子の部 優勝
- 2017年 - ヨーロッパオープン・ローマ 3位
- 2017年 - アジア選手権 個人戦 優勝 団体戦 3位
- 2017年 - ユニバーシアード 団体戦 優勝
- 2017年 - 講道館杯 7位
- 2018年 - グランドスラム・パリ 優勝
- 2018年 - グランドスラム・エカテリンブルグ 優勝
- 2018年 - 体重別 2位
- 2018年 - 優勝大会 5位
- 2018年 - グランプリ・ザグレブ 3位
- 2018年 - 世界選手権 2位
- 2018年 - 体重別団体 優勝
- 2019年 - グランドスラム・デュッセルドルフ 優勝
- 2019年 - 体重別 3位
- 2019年 - グランプリ・フフホト 2位
- 2019年 - グランドスラム・大阪 2位
- 2020年 - グランドスラム・パリ 3位
- 2021年 - 体重別 2位
- 2021年 - 世界選手権 5位
- 2021年 - グランドスラム・パリ 3位
- 2022年 - グランドスラム・パリ 優勝
- 2022年 - 体重別 2位
- 2022年 - 世界選手権 5位
- 2022年 - グランドスラム・東京 3位
- 2022年 - ワールドマスターズ 7位
- 2024年 - グランドスラム・アスタナ　3位
- 2024年 -　講道館杯　優勝
- 2024年 - グランドスラム・東京　優勝
- 2025年 - グランドスラム・タシケント　5位

（出典、JudoInside.com）